# Jared Verse
(en) Statistiques sur pro-football-reference
Jared Verse (né le 4 novembre 2000 dans l'Ohio) est un sportif professionnel américain de football américain jouant au poste de linebacker dans la National Football League (NFL) depuis la saison 2024.
Au niveau universitaire, il a joué pour les Great Danes d'Albany (2019-2021) dans la NCAA Division I FCS puis pour les Seminoles de Florida State dans la NCAA Division I FBS (2022-2023) avant d'être sélectionné en 19e choix global lors du premier tour de la draft 2024 de la NFL par la  franchise des Rams de Los Angeles.
Lors de sa première saison professionnelle, il remporte le trophée du meilleur rookie défensif de la NFL selon l'Associated Press, et obtient une première sélection pour le Pro Bowl.

## Palmarès

### En NCAA
- Sélectionné dans la 1re équipe All-American en 2022 et 2023 ;
- Sélectionné dans la 1re équipe de l'Atlantic Coast Conference (ACC) en 2022 et 2023 ;
- Désigné meilleur joueur défensif rookie de la saison 2020 de la Coastal Athletic Association Football Conference (en) en NCAA Division I FCS.
- Sélectionné dans la 1re équipe de la CCA en 2021 ;
- Sélectionné dans la 2e équipe de la CCA en 2020.

### En NFL
- Désigné meilleur joueur défensif rookie de la saison 2024 ;
- Sélectionné pour le Pro Bowl Games 2025 (saison 2024)
- Sélectionné dans l'équipe des rookies de la saison régulière 2024 par les Pro Footnall Writers of America (en) (PFWA).